# Championnat de Suède féminin de football 2024
Navigation
Édition précédente Édition suivante
Le championnat de Suède féminin de football 2024 est la 52e édition du championnat de Suède féminin. Les quatorze meilleurs clubs féminins de football de Suède sont regroupés au sein d'une poule unique, la Damallsvenskan, où ils s'affrontent deux fois au cours de la saison, à domicile et à l'extérieur.
Le Hammarby IF défend son titre de champion de Suède acquis lors de la saison 2023 tandis que le Trelleborgs FF et l'AIK Solna sont promus. 
En fin de saison, le FC Rosengård termine à la première place et remporte son14e titre de champion de Suède.

## Compétition

### Classement
Le barème utilisé pour établir le classement est le suivant : 3 points pour une victoire, 1 point pour un match nul et 0 point pour une défaite.
| Rang | Équipe            | Pts | J  | G  | N | P  | Bp | Bc | Diff |
| ---- | ----------------- | --- | -- | -- | - | -- | -- | -- | ---- |
| 1    | FC Rosengård      | 75  | 26 | 25 | 0 | 1  | 99 | 9  | +90  |
| 2    | BK Häcken         | 64  | 26 | 20 | 4 | 2  | 68 | 17 | +51  |
| 3    | Hammarby IFT      | 61  | 26 | 20 | 1 | 5  | 66 | 14 | +52  |
| 4    | Kristianstads DFF | 52  | 26 | 16 | 4 | 6  | 52 | 30 | +22  |
| 5    | IFK Norrköping    | 38  | 26 | 11 | 5 | 10 | 32 | 34 | -2   |
| 6    | Piteå IF C        | 33  | 26 | 9  | 6 | 11 | 24 | 30 | -6   |
| 7    | Djurgårdens IF    | 31  | 26 | 8  | 7 | 11 | 34 | 38 | -4   |
| 8    | Växjö DFF         | 30  | 26 | 8  | 6 | 12 | 27 | 49 | -22  |
| 9    | Linköpings FC     | 29  | 26 | 8  | 5 | 13 | 32 | 51 | -19  |
| 10   | Vittsjö GIK       | 27  | 26 | 7  | 6 | 13 | 25 | 41 | -16  |
| 11   | IK Brommapojkarna | 27  | 26 | 7  | 6 | 13 | 32 | 52 | -20  |
| 12   | AIK Solna P       | 26  | 26 | 7  | 5 | 14 | 36 | 54 | -18  |
| 13   | KIF Örebro DFF    | 19  | 26 | 5  | 4 | 17 | 19 | 43 | -24  |
| 14   | Trelleborgs FF P  | 3   | 26 | 0  | 3 | 23 | 12 | 96 | -84  |

### Barrages de relégation
Le 12e rencontre le troisième de la deuxième division pour tenter de se maintenir.
| Équipe       | Aller | Total | Retour | Équipe         |
| ------------ | ----- | ----- | ------ | -------------- |
| Umeå IK (D2) | 1 - 0 | 1 - 2 | 0 - 2  | AIK Solna (D1) |

Légende des couleurs
- Le club se maintient en première division.
- Promotion en première division.
- Le club reste en deuxième division.
- Relégation en deuxième division.

- AIK Solna remporte le deuxième match des barrages 2 à 0, après une défaite 1 à 0 contre Umeå IK au match aller, et se maintient en première division[2].